# Eleição presidencial nos Estados Unidos em 1932
A eleição presidencial dos Estados Unidos  de 1932 foi a trigésima-sétima politica presidencial do país. Ocorreu enquanto  os efeitos da Terça-Feira Negra, do Smoot-Hawley Tariff Act de 1930, do Revenue Act de 1932 e da Grande Depressão eram sentidos intensamente por todo o país. A popularidade do presidente Herbert Hoover foi caindo à medida que os eleitores sentiam a piora da depressão econômica apesar do aumento dos gastos públicos e do protecionismo. Franklin D. Roosevelt criticou os gastos excessivos de Hoover e suas políticas protecionistas; de fato, o companheiro de chapa de Franklin, John Nance Garner acusou Hoover de "liderar o país no caminho para o socialismo". Roosevelt  obteve uma vitória esmagadora, e essa eleição marcou o colapso do Quarto Sistema Partidário ou Era Progressista. Os eleitores foram realinhados em breve no Quinto Sistema Partidário, dominado pela Coalizão do New Deal de Roosevelt. Foi a primeira eleição nos Estados Unidos, desde 1876, em que o candidato democrata obteve a maioria do voto popular.

## Processo eleitoral
A partir de 1838, os candidatos para presidente e vice começaram a ser escolhidos através das Convenções. Os delegados partidários, escolhidos por cada estado para representá-los, escolhem quem será lançado candidato pelo partido. Os eleitores gerais elegem outros "eleitores" que formam o Colégio Eleitoral. A quantidade de "eleitores" por estado varia de acordo com a quantidade populacional do estado. Em quase todos os estados, o vencedor do voto popular leva todos os votos do Colégio Eleitoral.

## Convenções

### Convenção Nacional doPartido Republicanode 1932
Como o ano de 1932 começando, o Partido Republicano (Republican Party) acreditava no protecionismo de Herbert Hoover e agressivas políticas orçamentais iriam resolver a depressão, em qualquer caso, o presidente Herbert Hoover controlava o partido. Pouco conhecido, o ex-senador dos Estados Unidos Joseph I. France concorreu contra Hoover nas primárias, mas Hoover foi muitas vezes sem oposição. Os gerentes de campanha de Hoover se reuniram na Convenção Nacional Republicana entre 14 e 16 de junho em Chicago. Hoover foi indicado no primeiro escrutínio com 98% dos votos dos delegados partidários. Ele recebeu 1.127 votos contra 13 de John J. Blaine, a 5 de Calvin Coolidge, a 4 de Joseph I. France e a 2 de outros.
Ambos os republicanos agrícolas e os republicanos de extrema capitalista (este último com a esperança de nomear o ex-presidente Calvin Coolidge) recusaram-se aos gerentes de campanha e votaram contra a renomeação de Charles Curtis, vice-presidente, que venceu com apenas 635 votos (55%), contra 183 de Hanford MacNider, a 162 de Gutherie Harbord, e a 176 de outros.

### Convenção Nacional doPartido Democratade 1932
A vigésima-sexta Convenção Nacional Democrata (Democratic Party) foi realizada entre 27 de junho e 2 de julho em Chicago. Franklin D. Roosevelt (FDR) foi o vencedor incontestado das primárias democratas na preferência presidencial de 1932. FDR recebeu 945 votos (63,98%). Entre as primárias e caucuses, ele ocupou metade de todos os delegados partidários na Convenção Nacional. Em segundo lugar ficou Al Smith, o candidato presidencial de 1928, com 202 votos (13,68%). Smith tinha sido um amigo próximo de FDR e trabalhou duro para convencer FDR para concorrer à governador de Nova York em 1928. Eles continuaram amigos até o início de 1932, quando Smith decidiu desafiar FDR para a nomeação presidencial. O único outro candidato com chances a seguir foi presidente da Câmara, John N. Garner com 102 votos (6,91%), que havia vencido a primária da Califórnia. Ainda, nove outros que disputavam a nomeação presidencial receberam 228 votos juntos (15,45%). Como a convenção se aproximava, a mídia acreditava que Smith ganhava de FDR, mas ainda estava em minoria. Um fator importante a seu favor era que FDR tinha feito declarações no qual ele apoiaria a derrubada da regra em que o candidato nas primárias para ser escolhido precisava atingir dois terços dos delegados partidários, se ele pressionasse essa ideia, ele perderia o seu apoio no Sul e não seria capaz de vencer a nomeação.

### Outras convenções de 1932
| Outras convenções de 1932         | Outras convenções de 1932                                  | Outras convenções de 1932  |
| Local e data                      | Partido                                                    | Candidato presidencial     |
| --------------------------------- | ---------------------------------------------------------- | -------------------------- |
| Entre 26 e 27 de abril            | Partido Trabalho Agricultor (Farmer-Labor Party)           | Jacob S. Coxey             |
| Entre 30 de abril e 2 de maio     | Partido Socialista Trabalhista (Socialist Labor Party)     | Verne L. Reynolds          |
| Indianápolis em 4 de maio         | Partido Nacional (National Party)                          | John Zahnd                 |
| Entre 20 e 24 de maio             | Partido Socialista da América (Socialist Party of America) | Norman Mattoon Thomas      |
| Entre 28 e 29 de maio             | Partido Comunista dos EUA (Communist Party USA)            | William Zebulon Foster     |
| Indianápolis entre 7 e 5 de julho | Partido da Proibição (Prohibition Party)                   | William David Upshaw       |
| St. Louis em 17 de agosto         | Partido Jobless (Jobless Party)                            | James R. Cox               |
| Em 17 de agosto                   | Partido Liberdade (Liberty Party)                          | William Hope "Coin" Harvey |

## Campanha

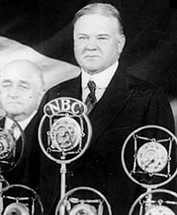
Herbert Hoover falando para uma multidão em sua campanha de 1932.

Depois de fazer uma viagem de avião para a convenção democrata, Franklin D. Roosevelt aceitou a nomeação em pessoa. Neste discurso de decisão histórica, Roosevelt prometeu "abolir escritórios inútis" e "eliminar funções desnecessárias do Governo", afirmando que "Governo - Federal, estaduais e locais - custam muito caro", e ainda prometeu ajudar a facilitar a "restauração do comércio do mundo". A viagem de Roosevelt para Chicago foi o primeiro de vários que fizeram sucesso. Grandes multidões saudaram Roosevelt, como ele viajou ao redor do país, sua música de campanha "Happy Days Are Here Again" (Dias Felizes Estão Aqui Novamente) se tornou um dos mais populares na história política americana.
Em contraste, o presidente impopular Herbert Hoover foi amplamente culpado pela Grande Depressão. Por mais de dois anos, Hoover tinha restringido o comércio e agressivamente tributou a economia através da legislação, como o Smoot-Hawley Tariff Act e o Revenue Act de 1932. Havia uma indignação causada pela morte de veteranos no incidente do Bonus Army, reivindicação realizada em 1932 com aproximadamente 12 a 14 mil veteranos acompanhados de suas famílias que foram até a capital do país, Washington DC para pressionar o Congresso e o governo a aprovar o pagamento imediato do “bônus” para os ex-combatentes da Primeira Guerra Mundial. Os manifestantes acamparam precariamente nos arredores de Washington e o presidente Hoover mandou tropas para expulsá-los do local, o que foi feito com grande violência. Esse episódio combinada com os efeitos catastróficos das políticas econômicas internas de Hoover reduziu suas chances para um segundo mandato para quase nula. Suas tentativas de campanha em público foram um desastre, muitas vezes ele tinha objetos (frutas e vegetais especialmente podre) lançados contra ele ou seu veículo enquanto andava pelas ruas da cidade. Em seus discursos, Hoover atacou Roosevelt como presidente capitalista que só faria a Depressão pior por impostos diminui, reduzindo a intervenção do governo na economia, promovendo o "comércio [com] o mundo", e de cortes "dos Governos - Federal, estaduais e locais." No entanto, com o desemprego em 23,6%, As críticas de Hoover em relação às promessas da campanha de Roosevelt não fez nada mais do que reduzir ainda mais sua popularidade com o público, na verdade, foi dito que "Mesmo um vagamente talentoso cão-caçador poderia ter sido eleito presidente contra os republicanos ...." Hoover até recebeu uma carta de um homem de Illinois que dizia "Vote em Roosevelt e torne-o unânime".

## Resultados
| Resultado geral da eleição presidencial dos Estados Unidos de 1932 | Resultado geral da eleição presidencial dos Estados Unidos de 1932 | Resultado geral da eleição presidencial dos Estados Unidos de 1932 | Resultado geral da eleição presidencial dos Estados Unidos de 1932 | Resultado geral da eleição presidencial dos Estados Unidos de 1932 | Resultado geral da eleição presidencial dos Estados Unidos de 1932 | Resultado geral da eleição presidencial dos Estados Unidos de 1932 | Resultado geral da eleição presidencial dos Estados Unidos de 1932 | Resultado geral da eleição presidencial dos Estados Unidos de 1932 | Resultado geral da eleição presidencial dos Estados Unidos de 1932 |
| Candidato presidencial                                             | Partido                                                            | Estado de origem                                                   | Voto popular                                                       | Voto popular                                                       | Colégio Eleitoral                                                  | Colégio Eleitoral                                                  | Running mate                                                       | Running mate                                                       | Running mate                                                       |
| Candidato presidencial                                             | Partido                                                            | Estado de origem                                                   | Votos                                                              | %                                                                  | Votos                                                              | %                                                                  | Candidato vice-presidencial                                        | Estado de origem                                                   | Colégio Eleitoral                                                  |
| ------------------------------------------------------------------ | ------------------------------------------------------------------ | ------------------------------------------------------------------ | ------------------------------------------------------------------ | ------------------------------------------------------------------ | ------------------------------------------------------------------ | ------------------------------------------------------------------ | ------------------------------------------------------------------ | ------------------------------------------------------------------ | ------------------------------------------------------------------ |
| Franklin D. Roosevelt                                              | Partido Democrata                                                  | Nova Iorque                                                        | 22.821.277                                                         | 57,41%                                                             | 472                                                                | 88,9%                                                              | John Nance Garner                                                  | Texas                                                              | 472                                                                |
| Herbert Hoover                                                     | Partido Republicano                                                | Iowa                                                               | 15.761.254                                                         | 39,65%                                                             | 59                                                                 | 11,1%                                                              | Charles Curtis                                                     | Kansas                                                             | 59                                                                 |
| Norman Thomas                                                      | Partido Socialista da América                                      | Ohio                                                               | 884.885                                                            | 2,23%                                                              | 0                                                                  | 0%                                                                 | James H. Maurer                                                    | Pensilvânia                                                        | 0                                                                  |
| William Z. Foster                                                  | Comunista                                                          | Massachusetts                                                      | 103.307                                                            | 0,26%                                                              | 0                                                                  | 0%                                                                 | James W. Ford                                                      | Alabama                                                            | 0                                                                  |
| Outros                                                             | Outros                                                             | Outros                                                             | 181.175                                                            | 0,46%                                                              | 0                                                                  | 0%                                                                 | Outros                                                             | Outros                                                             | 0                                                                  |
| Total                                                              | Total                                                              | Total                                                              | 39.751.898                                                         | 100%                                                               | 531                                                                |                                                                    |                                                                    |                                                                    | 531                                                                |
| Votos minímos do Colégio Eleitoral de que se precisa para vencer   | Votos minímos do Colégio Eleitoral de que se precisa para vencer   | Votos minímos do Colégio Eleitoral de que se precisa para vencer   | Votos minímos do Colégio Eleitoral de que se precisa para vencer   | Votos minímos do Colégio Eleitoral de que se precisa para vencer   | 266                                                                |                                                                    |                                                                    |                                                                    | 266                                                                |

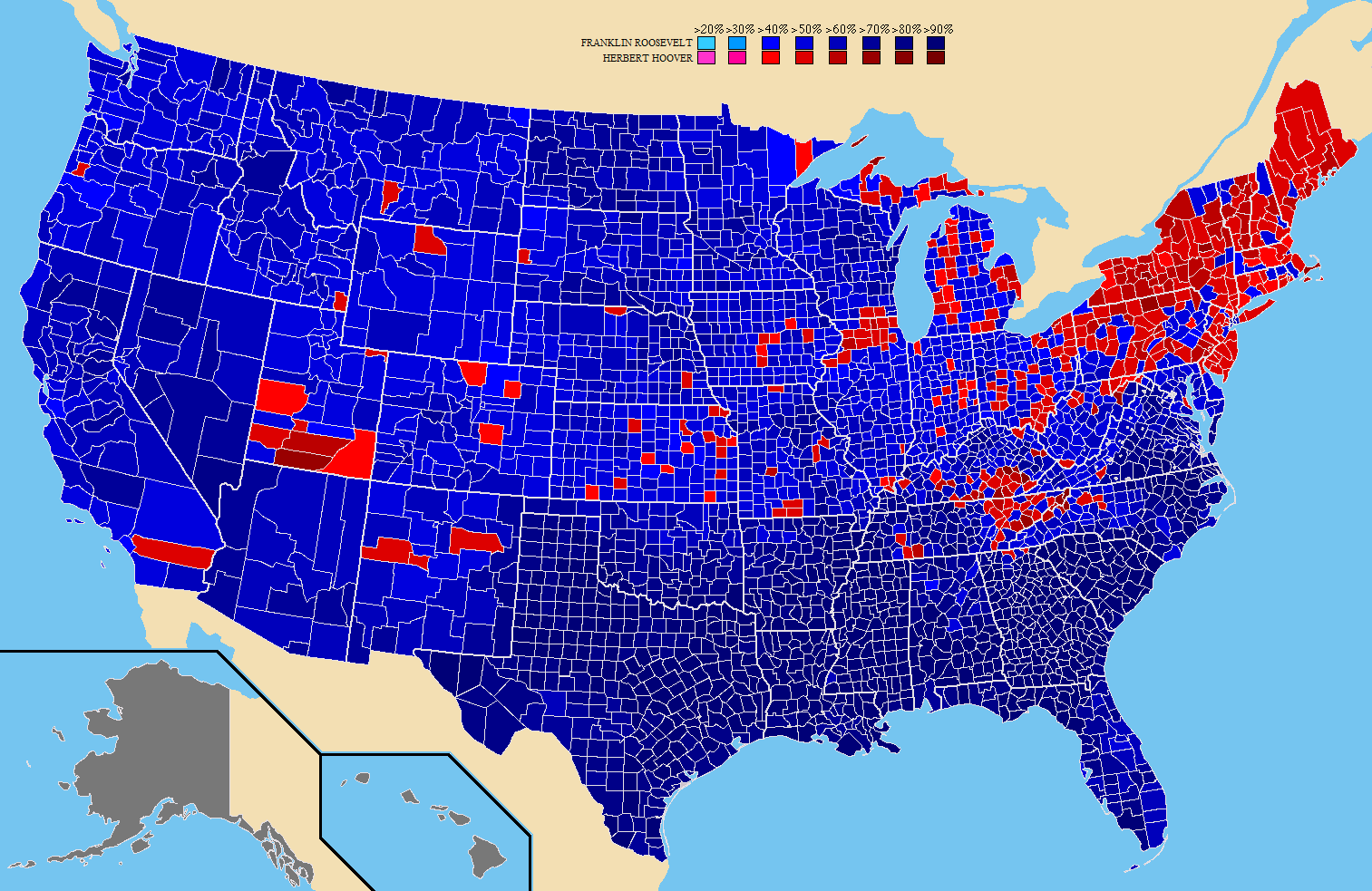
Por condados:
Franklin D. Roosevelt
Herbert Hoover

Fonte - Voto popular: Colégio Eleitoral: 
| Resultados por estado da eleição presidencial dos Estados Unidos de 1932 | Resultados por estado da eleição presidencial dos Estados Unidos de 1932 | Resultados por estado da eleição presidencial dos Estados Unidos de 1932 | Resultados por estado da eleição presidencial dos Estados Unidos de 1932 | Resultados por estado da eleição presidencial dos Estados Unidos de 1932 | Resultados por estado da eleição presidencial dos Estados Unidos de 1932 | Resultados por estado da eleição presidencial dos Estados Unidos de 1932 | Resultados por estado da eleição presidencial dos Estados Unidos de 1932 | Resultados por estado da eleição presidencial dos Estados Unidos de 1932 | Resultados por estado da eleição presidencial dos Estados Unidos de 1932 | Resultados por estado da eleição presidencial dos Estados Unidos de 1932 | Resultados por estado da eleição presidencial dos Estados Unidos de 1932 | Resultados por estado da eleição presidencial dos Estados Unidos de 1932 | Resultados por estado da eleição presidencial dos Estados Unidos de 1932 | Resultados por estado da eleição presidencial dos Estados Unidos de 1932 | Resultados por estado da eleição presidencial dos Estados Unidos de 1932 |  |
| ------------------------------------------------------------------------ | ------------------------------------------------------------------------ | ------------------------------------------------------------------------ | ------------------------------------------------------------------------ | ------------------------------------------------------------------------ | ------------------------------------------------------------------------ | ------------------------------------------------------------------------ | ------------------------------------------------------------------------ | ------------------------------------------------------------------------ | ------------------------------------------------------------------------ | ------------------------------------------------------------------------ | ------------------------------------------------------------------------ | ------------------------------------------------------------------------ | ------------------------------------------------------------------------ | ------------------------------------------------------------------------ | ------------------------------------------------------------------------ |  |
|                                                                          |                                                                          | Franklin D. Roosevelt Democrata                                          | Franklin D. Roosevelt Democrata                                          | Franklin D. Roosevelt Democrata                                          | Herbert Hoover Republicano                                               | Herbert Hoover Republicano                                               | Herbert Hoover Republicano                                               | Norman Thomas Socialista                                                 | Norman Thomas Socialista                                                 | Norman Thomas Socialista                                                 | Outros                                                                   | Outros                                                                   | Outros                                                                   | Total por estado                                                         | Total por estado                                                         |  |
| Estado                                                                   | Votos do Colégio Eleitoral                                               | Votos populares                                                          | %                                                                        | Votos do Colégio Eleitoral                                               | Votos populares                                                          | %                                                                        | Votos do Colégio Eleitoral                                               | Votos populares                                                          | %                                                                        | Votos do Colégio Eleitoral                                               | Votos populares                                                          | %                                                                        | Votos do Colégio Eleitoral                                               | Votos populares                                                          | Sigla                                                                    |  |
| Alabama                                                                  | 11                                                                       | 207,910                                                                  | 84.7                                                                     | 11                                                                       | 34,675                                                                   | 14.1                                                                     | -                                                                        | 2,030                                                                    | 0.8                                                                      | -                                                                        | 739                                                                      | 0.3                                                                      | -                                                                        | 245,354                                                                  | AL                                                                       |  |
| Arizona                                                                  | 3                                                                        | 79,264                                                                   | 67.0                                                                     | 3                                                                        | 36,104                                                                   | 30.5                                                                     | -                                                                        | 2,618                                                                    | 2.2                                                                      | -                                                                        | 265                                                                      | 0.2                                                                      | -                                                                        | 118,251                                                                  | AZ                                                                       |  |
| Arkansas                                                                 | 9                                                                        | 189,602                                                                  | 86.0                                                                     | 9                                                                        | 28,467                                                                   | 12.9                                                                     | -                                                                        | 1,269                                                                    | 0.6                                                                      | -                                                                        | 1,224                                                                    | 0.6                                                                      | -                                                                        | 220,562                                                                  | AR                                                                       |  |
| Califórnia                                                               | 22                                                                       | 1,324,157                                                                | 58.4                                                                     | 22                                                                       | 847,902                                                                  | 37.4                                                                     | -                                                                        | 63,299                                                                   | 2.8                                                                      | -                                                                        | 32,608                                                                   | 1.4                                                                      | -                                                                        | 2,267,966                                                                | CA                                                                       |  |
| Colorado                                                                 | 6                                                                        | 250,877                                                                  | 54.8                                                                     | 6                                                                        | 189,617                                                                  | 41.4                                                                     | -                                                                        | 13,591                                                                   | 3.0                                                                      | -                                                                        | 3,611                                                                    | 0.8                                                                      | -                                                                        | 457,696                                                                  | CO                                                                       |  |
| Connecticut                                                              | 8                                                                        | 281,632                                                                  | 47.4                                                                     | -                                                                        | 288,420                                                                  | 48.5                                                                     | 8                                                                        | 20,840                                                                   | 3.5                                                                      | -                                                                        | 3,651                                                                    | 0.6                                                                      | -                                                                        | 594,183                                                                  | CT                                                                       |  |
| Delaware                                                                 | 3                                                                        | 54,319                                                                   | 48.1                                                                     | -                                                                        | 57,073                                                                   | 50.6                                                                     | 3                                                                        | 1,376                                                                    | 1.2                                                                      | -                                                                        | 133                                                                      | 0.1                                                                      | -                                                                        | 112,901                                                                  | DE                                                                       |  |
| Flórida                                                                  | 7                                                                        | 206,307                                                                  | 74.7                                                                     | 7                                                                        | 69,170                                                                   | 25.0                                                                     | -                                                                        | 775                                                                      | 0.3                                                                      | -                                                                        | sem votos                                                                | sem votos                                                                | sem votos                                                                | 276,252                                                                  | FL                                                                       |  |
| Geórgia                                                                  | 12                                                                       | 234,118                                                                  | 91.6                                                                     | 12                                                                       | 19,863                                                                   | 7.8                                                                      | -                                                                        | 461                                                                      | 0.2                                                                      | -                                                                        | 1,148                                                                    | 0.5                                                                      | -                                                                        | 255,590                                                                  | GA                                                                       |  |
| Idaho                                                                    | 4                                                                        | 109,479                                                                  | 58.7                                                                     | 4                                                                        | 71,417                                                                   | 38.3                                                                     | -                                                                        | 526                                                                      | 0.3                                                                      | -                                                                        | 5,203                                                                    | 2.8                                                                      | -                                                                        | 186,625                                                                  | ID                                                                       |  |
| Illinois                                                                 | 29                                                                       | 1,882,304                                                                | 55.2                                                                     | 29                                                                       | 1,432,756                                                                | 42.0                                                                     | -                                                                        | 67,258                                                                   | 2.0                                                                      | -                                                                        | 25,608                                                                   | 0.8                                                                      | -                                                                        | 3,407,926                                                                | IL                                                                       |  |
| Indiana                                                                  | 14                                                                       | 862,054                                                                  | 54.7                                                                     | 14                                                                       | 677,184                                                                  | 42.9                                                                     | -                                                                        | 21,388                                                                   | 1.4                                                                      | -                                                                        | 16,301                                                                   | 1.0                                                                      | -                                                                        | 1,576,927                                                                | IN                                                                       |  |
| Iowa                                                                     | 11                                                                       | 598,019                                                                  | 57.7                                                                     | 11                                                                       | 414,433                                                                  | 40.0                                                                     | -                                                                        | 20,467                                                                   | 2.00                                                                     | -                                                                        | 3,768                                                                    | 0.4                                                                      | -                                                                        | 1,036,687                                                                | IA                                                                       |  |
| Kansas                                                                   | 9                                                                        | 424,204                                                                  | 53.6                                                                     | 9                                                                        | 349,498                                                                  | 44.1                                                                     | -                                                                        | 18,276                                                                   | 2.3                                                                      | -                                                                        | sem votos                                                                | sem votos                                                                | sem votos                                                                | 791,978                                                                  | KS                                                                       |  |
| Kentucky                                                                 | 11                                                                       | 580,574                                                                  | 59.1                                                                     | 11                                                                       | 394,716                                                                  | 40.2                                                                     | -                                                                        | 3,853                                                                    | 0.4                                                                      | -                                                                        | 3,920                                                                    | 0.4                                                                      | -                                                                        | 983,063                                                                  | KY                                                                       |  |
| Louisiana                                                                | 10                                                                       | 249,418                                                                  | 92.8                                                                     | 10                                                                       | 18,853                                                                   | 7.0                                                                      | -                                                                        | sem votos                                                                | sem votos                                                                | sem votos                                                                | 533                                                                      | 0.2                                                                      | -                                                                        | 268,804                                                                  | LA                                                                       |  |
| Maine                                                                    | 5                                                                        | 128,907                                                                  | 43.2                                                                     | -                                                                        | 166,631                                                                  | 55.8                                                                     | 5                                                                        | 2,489                                                                    | 0.8                                                                      | -                                                                        | 417                                                                      | 0.1                                                                      | -                                                                        | 298,444                                                                  | ME                                                                       |  |
| Maryland                                                                 | 8                                                                        | 314,314                                                                  | 61.5                                                                     | 8                                                                        | 184,184                                                                  | 36.0                                                                     | -                                                                        | 10,489                                                                   | 2.1                                                                      | -                                                                        | 2,067                                                                    | 0.4                                                                      | -                                                                        | 511,054                                                                  | MD                                                                       |  |
| Massachusetts                                                            | 17                                                                       | 800,148                                                                  | 50.6                                                                     | 17                                                                       | 736,959                                                                  | 46.6                                                                     | -                                                                        | 34,305                                                                   | 2.2                                                                      | -                                                                        | 8,702                                                                    | 0.6                                                                      | -                                                                        | 1,580,114                                                                | MA                                                                       |  |
| Michigan                                                                 | 19                                                                       | 871,700                                                                  | 52.4                                                                     | 19                                                                       | 739,894                                                                  | 44.4                                                                     | -                                                                        | 39,205                                                                   | 2.4                                                                      | -                                                                        | 13,966                                                                   | 0.8                                                                      | -                                                                        | 1,664,765                                                                | MI                                                                       |  |
| Minnesota                                                                | 11                                                                       | 600,806                                                                  | 59.9                                                                     | 11                                                                       | 363,959                                                                  | 36.3                                                                     | -                                                                        | 25,476                                                                   | 2.5                                                                      | -                                                                        | 12,602                                                                   | 1.3                                                                      | -                                                                        | 1,002,843                                                                | MN                                                                       |  |
| Mississippi                                                              | 9                                                                        | 140,168                                                                  | 96.0                                                                     | 9                                                                        | 5,180                                                                    | 3.4                                                                      | -                                                                        | 686                                                                      | 0.5                                                                      | -                                                                        | sem votos                                                                | sem votos                                                                | sem votos                                                                | 146,034                                                                  | MS                                                                       |  |
| Missouri                                                                 | 15                                                                       | 1,025,406                                                                | 63.7                                                                     | 15                                                                       | 564,713                                                                  | 35.1                                                                     | -                                                                        | 16,374                                                                   | 1.0                                                                      | -                                                                        | 3,401                                                                    | 0.2                                                                      | -                                                                        | 1,609,894                                                                | MO                                                                       |  |
| Montana                                                                  | 4                                                                        | 127,286                                                                  | 58.8                                                                     | 4                                                                        | 78,078                                                                   | 36.1                                                                     | -                                                                        | 7,891                                                                    | 3.7                                                                      | -                                                                        | 3,224                                                                    | 1.5                                                                      | -                                                                        | 216,479                                                                  | MT                                                                       |  |
| Nebraska                                                                 | 7                                                                        | 359,082                                                                  | 63.0                                                                     | 7                                                                        | 201,177                                                                  | 35.3                                                                     | -                                                                        | 9,876                                                                    | 1.7                                                                      | -                                                                        | 2                                                                        | 0.0                                                                      | -                                                                        | 570,137                                                                  | NE                                                                       |  |
| Nevada                                                                   | 3                                                                        | 28,756                                                                   | 69.4                                                                     | 3                                                                        | 12,674                                                                   | 30.6                                                                     | -                                                                        | sem votos                                                                | sem votos                                                                | sem votos                                                                | sem votos                                                                | sem votos                                                                | sem votos                                                                | 41,430                                                                   | NV                                                                       |  |
| Nova Hampshire                                                           | 4                                                                        | 100,680                                                                  | 49.0                                                                     | -                                                                        | 103,629                                                                  | 50.4                                                                     | 4                                                                        | 947                                                                      | 0.5                                                                      | -                                                                        | 264                                                                      | 0.1                                                                      | -                                                                        | 205,520                                                                  | NH                                                                       |  |
| Nova Jersey                                                              | 16                                                                       | 806,394                                                                  | 49.5                                                                     | 16                                                                       | 775,406                                                                  | 47.6                                                                     | -                                                                        | 42,988                                                                   | 2.6                                                                      | -                                                                        | 4,719                                                                    | 0.3                                                                      | -                                                                        | 1,629,507                                                                | NJ                                                                       |  |
| Novo México                                                              | 3                                                                        | 95,089                                                                   | 62.7                                                                     | 3                                                                        | 54,217                                                                   | 35.8                                                                     | -                                                                        | 1,776                                                                    | 1.2                                                                      | -                                                                        | 524                                                                      | 0.4                                                                      | -                                                                        | 151,606                                                                  | NM                                                                       |  |
| Nova Iorque                                                              | 47                                                                       | 2,534,959                                                                | 54.1                                                                     | 47                                                                       | 1,937,963                                                                | 41.3                                                                     | -                                                                        | 177,397                                                                  | 3.8                                                                      | -                                                                        | 38,295                                                                   | 0.8                                                                      | -                                                                        | 4,688,614                                                                | NY                                                                       |  |
| Carolina do Norte                                                        | 13                                                                       | 497,566                                                                  | 69.9                                                                     | 13                                                                       | 208,344                                                                  | 29.3                                                                     | -                                                                        | 5,591                                                                    | 0.8                                                                      | -                                                                        | sem votos                                                                | sem votos                                                                | sem votos                                                                | 711,501                                                                  | NC                                                                       |  |
| Dakota do Norte                                                          | 4                                                                        | 178,350                                                                  | 69.6                                                                     | 4                                                                        | 71,772                                                                   | 28.0                                                                     | -                                                                        | 3,521                                                                    | 1.4                                                                      | -                                                                        | 2,647                                                                    | 1.0                                                                      | -                                                                        | 256,290                                                                  | ND                                                                       |  |
| Ohio                                                                     | 26                                                                       | 1,301,695                                                                | 49.9                                                                     | 26                                                                       | 1,227,319                                                                | 47.0                                                                     | -                                                                        | 64,094                                                                   | 2.5                                                                      | -                                                                        | 16,620                                                                   | 0.6                                                                      | -                                                                        | 2,609,728                                                                | OH                                                                       |  |
| Oklahoma                                                                 | 11                                                                       | 516,468                                                                  | 73.3                                                                     | 11                                                                       | 188,165                                                                  | 26.7                                                                     | -                                                                        | sem votos                                                                | sem votos                                                                | sem votos                                                                | sem votos                                                                | sem votos                                                                | sem votos                                                                | 704,633                                                                  | OK                                                                       |  |
| Oregon                                                                   | 5                                                                        | 213,871                                                                  | 58.0                                                                     | 5                                                                        | 136,019                                                                  | 36.7                                                                     | -                                                                        | 15,450                                                                   | 4.2                                                                      | -                                                                        | 3,468                                                                    | 0.9                                                                      | -                                                                        | 368,808                                                                  | OR                                                                       |  |
| Pensilvânia                                                              | 36                                                                       | 1,295,948                                                                | 45.3                                                                     | -                                                                        | 1,453,540                                                                | 50.8                                                                     | 36                                                                       | 91,223                                                                   | 3.2                                                                      | -                                                                        | 18,466                                                                   | 0.7                                                                      | -                                                                        | 2,859,177                                                                | PA                                                                       |  |
| Rhode Island                                                             | 4                                                                        | 146,604                                                                  | 55.1                                                                     | 4                                                                        | 115,266                                                                  | 43.3                                                                     | -                                                                        | 3,138                                                                    | 1.2                                                                      | -                                                                        | 1,162                                                                    | 0.4                                                                      | -                                                                        | 266,170                                                                  | RI                                                                       |  |
| Carolina do Sul                                                          | 8                                                                        | 102,347                                                                  | 98.0                                                                     | 8                                                                        | 1,978                                                                    | 1.9                                                                      | -                                                                        | 82                                                                       | 0.1                                                                      | -                                                                        | sem votos                                                                | sem votos                                                                | sem votos                                                                | 104,407                                                                  | SC                                                                       |  |
| Dakota do Sul                                                            | 4                                                                        | 183,515                                                                  | 63.6                                                                     | 4                                                                        | 99,212                                                                   | 34.4                                                                     | -                                                                        | 1,551                                                                    | 0.5                                                                      | -                                                                        | 4,160                                                                    | 1.4                                                                      | -                                                                        | 288,438                                                                  | SD                                                                       |  |
| Tennessee                                                                | 11                                                                       | 259,473                                                                  | 66.5                                                                     | 11                                                                       | 126,752                                                                  | 32.5                                                                     | -                                                                        | 1,796                                                                    | 0.5                                                                      | -                                                                        | 2,235                                                                    | 0.6                                                                      | -                                                                        | 390,256                                                                  | TN                                                                       |  |
| Texas                                                                    | 23                                                                       | 760,348                                                                  | 88.1                                                                     | 23                                                                       | 97,959                                                                   | 11.4                                                                     | -                                                                        | 4,450                                                                    | 0.5                                                                      | -                                                                        | 669                                                                      | 0.1                                                                      | -                                                                        | 836,426                                                                  | TX                                                                       |  |
| Utah                                                                     | 4                                                                        | 116,750                                                                  | 56.5                                                                     | 4                                                                        | 84,795                                                                   | 41.1                                                                     | -                                                                        | 4,087                                                                    | 2.0                                                                      | -                                                                        | 946                                                                      | 0.5                                                                      | -                                                                        | 206,578                                                                  | UT                                                                       |  |
| Vermont                                                                  | 3                                                                        | 56,266                                                                   | 41.1                                                                     | -                                                                        | 78,984                                                                   | 57.7                                                                     | 3                                                                        | 1,533                                                                    | 1.1                                                                      | -                                                                        | 197                                                                      | 0.1                                                                      | -                                                                        | 136,980                                                                  | VT                                                                       |  |
| Virgínia                                                                 | 11                                                                       | 203,979                                                                  | 68.5                                                                     | 11                                                                       | 89,637                                                                   | 30.1                                                                     | -                                                                        | 2,382                                                                    | 0.8                                                                      | -                                                                        | 1,944                                                                    | 0.7                                                                      | -                                                                        | 297,942                                                                  | VA                                                                       |  |
| Washington                                                               | 8                                                                        | 353,260                                                                  | 57.5                                                                     | 8                                                                        | 208,645                                                                  | 33.9                                                                     | -                                                                        | 17,080                                                                   | 2.8                                                                      | -                                                                        | 35,829                                                                   | 5.8                                                                      | -                                                                        | 614,814                                                                  | WA                                                                       |  |
| Virgínia Ocidental                                                       | 8                                                                        | 405,124                                                                  | 54.5                                                                     | 8                                                                        | 330,731                                                                  | 44.5                                                                     | -                                                                        | 5,133                                                                    | 0.7                                                                      | -                                                                        | 2,786                                                                    | 0.4                                                                      | -                                                                        | 743,774                                                                  | WV                                                                       |  |
| Wisconsin                                                                | 12                                                                       | 707,410                                                                  | 63.5                                                                     | 12                                                                       | 347,741                                                                  | 31.2                                                                     | -                                                                        | 53,379                                                                   | 4.8                                                                      | -                                                                        | 6,278                                                                    | 0.6                                                                      | -                                                                        | 1,114,808                                                                | WI                                                                       |  |
| Wyoming                                                                  | 3                                                                        | 54,370                                                                   | 56.1                                                                     | 3                                                                        | 39,583                                                                   | 40.8                                                                     | -                                                                        | 2,829                                                                    | 2.9                                                                      | -                                                                        | 180                                                                      | 0.2                                                                      | -                                                                        | 96,962                                                                   | WY                                                                       |  |
| TOTAL:                                                                   | 531                                                                      | 22,821,277                                                               | 57.4                                                                     | 472                                                                      | 15,761,254                                                               | 39.7                                                                     | 59                                                                       | 884,885                                                                  | 2.2                                                                      | -                                                                        | 284,482                                                                  | 0.7                                                                      | -                                                                        | 39,751,898                                                               |                                                                          |  |
| PARA VENCER:                                                             | 266                                                                      |                                                                          |                                                                          |                                                                          |                                                                          |                                                                          |                                                                          |                                                                          |                                                                          |                                                                          |                                                                          |                                                                          |                                                                          |                                                                          |                                                                          |  |